# Chénas (Weinbaugebiet)

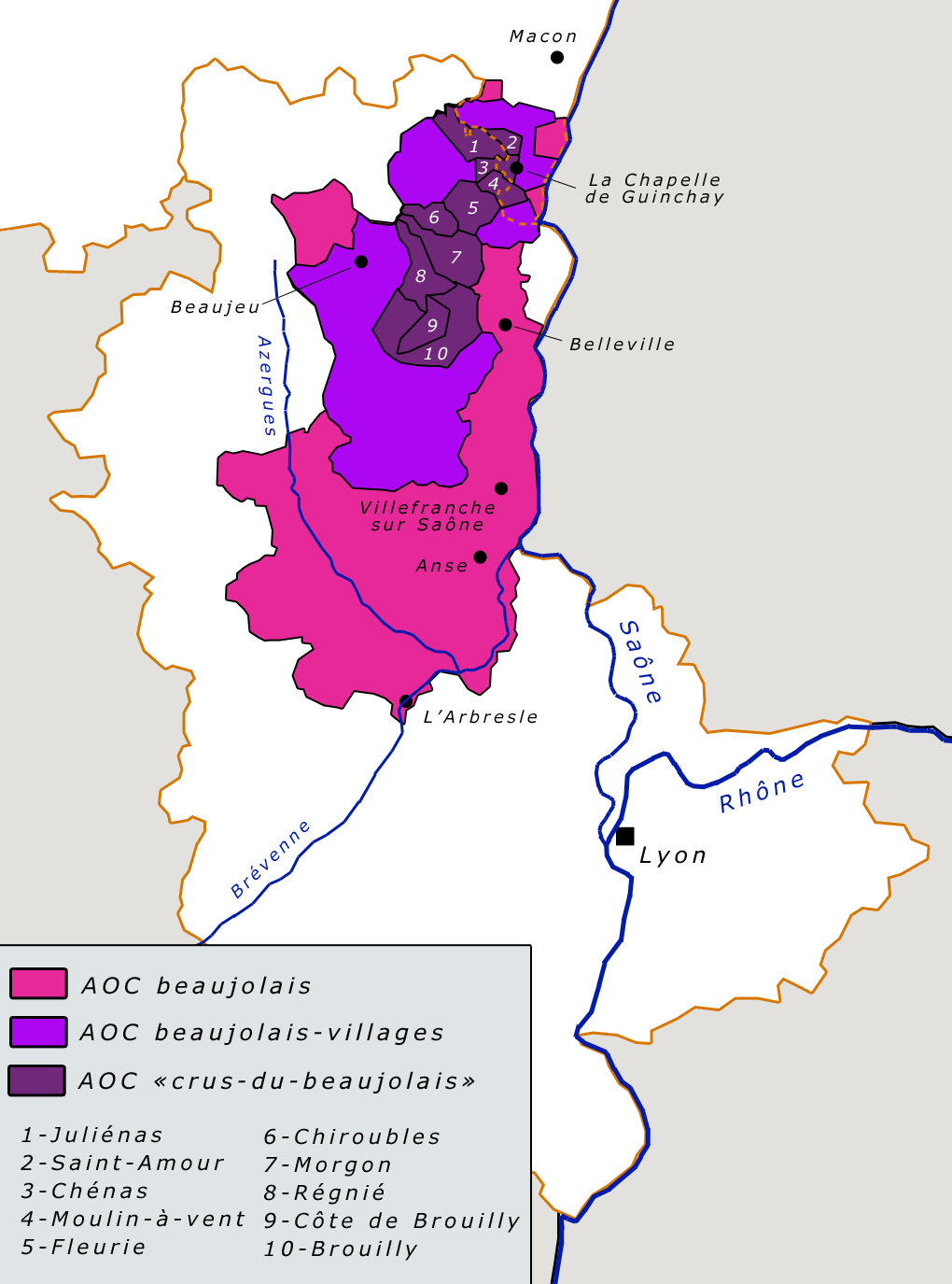
Übersichtskarte des Weinbaugebiets Beaujolais inklusive der zehn Crus

Das französische Weinbaugebiet Chénas ist eines der zehn Cru des Beaujolais. Das Gebiet erhielt am 11. September 1936 den Status einer Appellation d’Origine Contrôlée (kurz AOC). Die 285 Hektar Rebfläche liegen auf den Gemeinde-Gebieten von Chénas im Département Rhône und Chapelle-de-Guinchay im Département Saône-et-Loire. Die kleinste aller Beaujolais-Cru-Zonen liegt auf einer Höhe von 260 Meter bis 290 Meter über dem Meeresspiegel 20 Kilometer südwestlich von der Stadt Mâcon. Teile der Rebflächen der Gemeinde Chénas liegen in der Appellation Moulin à Vent.
Hier entstehen Rotweine aus der Rebsorte Gamay, die ähnlich tiefgründig und langlebig wie ein Morgon oder Moulin à Vent sind. Die Weine werden mit der traditionellen Kohlensäuremaischung bereitet. Diese Methode der Weinherstellung ist langsam und eignet sich nicht zur Herstellung von Beaujolais Nouveau, ergibt aber deutlich bessere Weine.
Nach längerer sachgerechter Lagerung (zum Teil bis zu zehn Jahren) kann ein guter Chénas einem besseren Burgunder, der aus der Rebsorte Pinot noir gekeltert wurde, ebenbürtig sein. Etwa 45 Prozent der gesamten Ernte wird durch die ansässige Genossenschaft ausgebaut und vermarktet.
Die anderen Beaujolais-Cru-Weine sind Brouilly, Chiroubles, Côte de Brouilly, Fleurie, Juliénas, Moulin à Vent, Morgon, Régnié und Saint-Amour.